# Stal – 300
Stal – 300 – polski prototyp samochodu osobowo-towarowego, powstały w 1957 w Hucie Stalowa Wola, wzorowany na konstrukcji francuskiego Citroena 2 CV.

## Historia
Po 1956, zaczęły w Polsce rozwijać się niewielkie przedsiębiorstwa handlowo-usługowe, na rynku brakowało jednak niedużych pojazdów dostawczych. Wychodząc naprzeciw potrzebom w zakresie samochodów towarowo-osobowych, konstruktorzy w HSW opracowali prototyp furgonu. Jako wzorzec posłużył zakupiony w 1957 na Targach Poznańskich samochód Citroen 2 CV, na bazie którego skonstruowano dwa prototypowe egzemplarze Stali 300: jeden z nadwoziem całkowicie metalowym, drugi z przeszkloną skrzynią ładunkową.

## Konstrukcja
Konstrukcja pojazdu miała być prosta i tania w produkcji, oraz prosta w codziennej obsłudze i eksploatacji.
Była to konstrukcja ramowa, z 2 osobową kabiną i całkowicie metalowym nadwoziem – nadwozie posiadało podwójne drzwi z tyłu pojazdu, ułatwiające załadunek. Do napędu pojazdu wykorzystano chłodzony powietrzem, dwucylindrowy, dwusuwowy silnik z Mikrusa MR-300 o pojemności 300 cm³, planowano jednak w produkcji seryjnej zastosować mocniejszy silnik o pojemności 400 cm³. Przeniesienie napędu na przednią oś, odbywało się za pomocą czterobiegowej (plus wsteczny) skrzyni biegów. Przy kolumnie kierownicy z prawej strony znajdowała się prosta dźwignia zmiany biegów, połączona bezpośrednio ze skrzynią biegów. Wszystkie koła, miały niezależne zawieszenie na wahaczach podłużnych, oraz dwa zespoły sprężyn śrubowych umieszczonych równolegle pod podłogą pojazdu, po obu jego stronach, jako amortyzatory.
Fotel kierowcy i pasażera zbudowano jako szkielet z rurek stalowych, obciągnięty brezentem  mocowanym do szkieletu na całym obwodzie za pomocą sprężynek.   
Samochód osiągał prędkość 70 km/h i zużywał 5,5 – 6 l benzyny na 100 km, przy pełnym obciążeniu. Udana konstrukcja, budząca duże zainteresowanie, nie weszła jednak do seryjnej produkcji, gdyż zaprzestano produkcji Mikrusa, i tym samym silników.

## Dane techniczne
- Silnik spalinowy – dwucylindrowy typu R2: 296 cm³ 10,7 kW (14,5 KM)
- Napęd – na oś przednią przez czteroprzekładniową skrzynię biegów z biegiem wstecznym
- Rozstaw kół – 1250 mm
- Rozstaw osi – 2325 mm
- Długość – 3285 mm
- Szerokość – 1500 mm
- Wysokość bez obciążenia – 1530 mm
- Wymiary przestrzeni ładunkowej – 1350 x 1000 x 900
- Prędkość maksymalna – 70 km/h
- Zużycie paliwa – 5,5 – 6 l/100 km
- Pojemność zbiornika paliwa – 20 l
- Max. dopuszczalnym obciążenie – dwie osoby i ładunek o masie 250 kg[2]